# Escape from Colditz
Escape from Colditz is een computerspel dat werd ontwikkeld en uitgegeven door Digital Magic Software. Het spel kwam in 1991 uit voor de Commodore Amiga. In het spel bestuurt de speler vier krijgsgevangenen, een Brit, een Fransman, een Amerikaan en een Pool. Het doel is uit het nazikamp Colditz te ontsnappen. Elk mannetje kan individueel aangestuurd worden. Het spelveld wordt isometrisch getoond. Men moet verboden gebieden proberen te ontwijken. Als je in deze gebieden wegrent van de bewakers wordt er op je geschoten.

## Ontvangst
| Beoordeeld door                | Datum          | Score |
| ------------------------------ | -------------- | ----- |
| The One                        | maart 1991     | 84%   |
| Amiga Joker                    | september 1990 | 70%   |
| Computer and Video Games (CVG) | mei 1991       | 63%   |